# Park Narodowy Islote Lobos
Park Narodowy Islote Lobos (hiszp. Parque nacional Islote Lobos) – park narodowy w Argentynie położony w departamencie San Antonio we wschodniej części prowincji Rio Negro. Powstał 15 czerwca 2022 roku po przekształceniu, istniejącego od 1977 roku, rezerwatu przyrody Islote Lobos w park narodowy. Zajmuje obszar 190,79 km². W 2005 roku rezerwat został zakwalifikowany przez BirdLife International jako ostoja ptaków IBA.

## Opis
Park obejmuje sześć skalistych wysp położonych na wybrzeżu Oceanu Atlantyckiego wraz z otaczającym je obszarem morskim. Są to wyspy: La Pastosa, De los Pájaros, Redondo, Ortiz Norte, Ortiz Sur i Lobos mające podczas odpływów połączenie z lądem stałym.

## Flora
Islote Lobos, najbardziej wysunięta wyspa na północ, jest pozbawiona roślinności. Pozostałe wyspy są pokryte w dużym stopniu krzewami. Rośnie tu głównie sodówka (Suaeda divaricata), łoboda (Atriplex spp.), uboczka (Larrea spp.), kolcowój Lycium chilense, Cyclolepis genistoides, ostnica (Stipa tenuis), Spartina densiflora i Salicornia ambigua.

## Fauna
Na terenie parku znajduje się kolonia uchatki patagońskiej i najbardziej wysunięta na północ kolonia pingwina magellańskiego. Są kolonie rybitwy królewskiej i mewy południowej. Żyją tu też m.in.: kormoran oliwkowy, ślepowron zwyczajny, czapla czarnobrzucha, czapla biała, czubokaczka, ostrygojad brunatny, ostrygojad czarny, sępnik czarny, rybitwa maskowa, rybitwa królewska, mewa patagońska, flaming chilijski, rybitwa jaskółcza.